# Lorca (région de Murcie)
Pour les articles homonymes, voir Lorca.
Lorca est une ville située au sud-est de l'Espagne, dans la région de Murcie.
Classée site historique en 1964, Lorca est aussi appelée « la ville baroque », en raison de l'important héritage architectural de ce style présent dans la vieille ville. Elle est également célèbre pour ses célébrations de la semaine sainte reconnues comme Fêtes d'intérêt touristique international.

## Toponymie
Le nom actuel Lorca vient sans doute de l'époque musulmane quand la Medina était connue sous le nom de Lurqa. La signification de ce nom serait « la bataille », probablement parce se sont déroulés dans cette ville les affrontements entre les troupes chrétiennes de Théodemir et les forces musulmanes qui ont envahi la péninsule au VIIIe siècle.

## Géographie

### Localisation
Lorca est située dans la partie sud-ouest de la région de Murcie, dans la vallée du Guadalentín. Le territoire communal est divisé en 39 districts, certains d'entre eux sont à plus de 40 km de la ville.
La ville en elle-même avait une population de 59 212 habitants en 2009, mais si l'on inclut le reste de la municipalité, le total était de 90 924 habitants. Lorca est la deuxième plus vaste commune en Espagne (1 676 km2), après Cáceres.

### Climat
Lorca possède un climat chaud propre au sud de l'Espagne. Les caractéristiques de ce climat sont dues à la localisation de la commune dans le Sud-Est, que n'atteignent pas les tempêtes de l'Atlantique. Les fronts humides frappent d'abord les cordillères Bétiques, qui séparent la zone de Lorca de la dépression du Guadalquivir. Les précipitations se produisent habituellement sous forme torrentielle, principalement à  l'automne ou au printemps, avec des étés très secs.
La prédominance de jours ensoleillés pendant l'année donne à Lorca le surnom de « Ciudad del Sol » en français : « cité du soleil ». En général, elle bénéficie d'un climat chaud avec une température annuelle moyenne entre 17 et 18 °C. Les hivers sont généralement doux avec des températures moyennes ne descendant pas en dessous des 9 °C. Les étés sont chauds, 36 °C pour la température maximale en juillet et en août, en atteignant parfois plus de 40 °C.

## Histoire
Les fouilles archéologiques qui y ont été réalisées font apparaître que Lorca a été habitée sans interruption depuis le néolithique, soit plus de 5 500 ans.
Le plus ancien établissement permanent dans la vallée du Guadalentín est principalement dû à la présence de sources et au fait que cette vallée est la voie de communication naturelle entre Valence et l'Andalousie.
Dans la vallée, Lorca occupe une place privilégiée, sa topographie facilitant grandement la défense des lieux.
La présence humaine se manifeste dans l'abondance des vestiges archéologiques. Lorca est devenue la ville avec les plus nombreux sites archéologiques de la région de Murcie.

### Romains, Wisigoths et musulmans
La ville figure déjà à l'époque romaine dans l'Itinéraire d'Antonin sur la Via Augusta entre Tarragone et Jaén. Lorca est alors une colonie agricole de la province Carthaginoise dans laquelle prédominent les villae, de rustiques fermes romaines. Avec la romanisation, Lorca fut progressivement christianisée et, en 301, deux représentants du diocèse local participèrent au Concile d'Elvire à Grenade.
En 713, un pacte est signé par Théodemir, roi wisigoth, où apparaît le nom du lieu Lurqa, et la raison pour laquelle cette population est intégrée dans un territoire autonome, ainsi que six autres villes, régies par Théodemir, une situation qui persiste jusqu'à sa mort et la réorganisation de l'état musulman, réalisée par Abd al-Rahman II. Ce dernier transforme le territoire en une dépendance de Cordoue. Le démembrement du califat à la mort d'Almanzor créé les royaumes Taïfas, dont celui de Lorca.
En 1244, en tant que roi de Castille et León, Ferdinand III de Castille, ainsi que son fils et héritier, le prince Alphonse, le futur Alphonse X de Castille, conquièrent Lorca. La ville continue, comme à l'époque musulmane, d'avoir son rôle central dans une riche région agricole avec une importante activité artisanale.
Au cours de la Reconquista, Lorca est une ville frontalière dangereuse, prise entre le royaume chrétien de Murcie (appartenant à la couronne de Castille) et le royaume de Grenade. Elle sert de base pour les raids en territoire ennemi. C'est la bataille de los Alporchones (es), en 1452, qui met fin à cette situation pendant le règne de Jean II de Castille, qui, dix ans plus tôt, avait accordé le titre de noble ville à Lorca.

### La Renaissance
Après la guerre de Grenade et la disparition de la menace musulmane, la ville change d'apparence. Les réformes urbaines menées développent le commerce et l'agriculture. Les grands travaux publics entrepris provoquent un afflux considérable de travailleurs, la population atteint 8 000 habitants. Parmi les nouveaux bâtiments : l'église collégiale Saint-Patrice, érigée en 1553, qui est le centre religieux de la ville, ainsi que de nombreux couvents (couvent de la Merced, de Santo Domingo et de San Francisco).

### Les temps difficiles
Lorca, au XVIIe siècle, se présente comme une ville moderne, mais sans négliger pour autant ses positions défensives, en particulier sur la côte, pour lutter contre la menace turque qui propage la désolation parmi les gens du pays.
Cette époque est le témoin de l'expulsion des Maures, de la peste, qui tue la moitié de la population, de sécheresses et d'invasions de criquets. Cependant, à partir de 1660, commence un redressement spectaculaire qui favorise les nouvelles constructions, parmi lesquelles le Palais de Guevara.

### Vers la modernité
Le XVIIIe siècle a une importance vitale pour la ville, étant dans l'une des régions les plus défavorisées par la réforme des Bourbon. Lorca perd son caractère médiéval. La population s'agrandit et s'installe dans la banlieue de San Cristóbal et de San José. Le mur d'enceinte disparaît, ce qui signifie le retour d'une plus grande sécurité. Le commerce florissant entraîne l'installation d'importantes maisons commerciales et la bureaucratie qui va avec. La ville devient un paradis pour les peintres, sculpteurs et graveurs.
Le début du XIXe siècle se caractérise par la prédominance du secteur primaire et une forte croissance démographique. Mais la destruction d'une partie de la ville le 30 avril 1802 à la suite de l'inondation que provoque l'effondrement d'un grand réservoir, la guerre d'Indépendance, les épidémies de fièvre jaune, ainsi que de graves sécheresses pendant la régence de Baldomero Espartero, associées à la famine provoquent l'émigration de plus de douze mille personnes, en plus de la disparition du commerce.
En 1865 arrive à Lorca la première machine à vapeur. La ligne vers Alcantarilla ouvre en 1885 et celle vers Baza, cinq ans plus tard, implique l'intégration de la région dans le marché intérieur, permettant la circulation du produit des gisements minéraux côtiers et de ceux des mines de soufre et de manganèse de l'intérieur.
La Restauration bourbonienne apporte avec elle une période de prospérité et de calme politique, la ville s'embellit avec de nouvelles places et des monuments à vocation artistique.

### LeXXesiècle
Au début du XXe siècle, l'exploitation intensive des gisements minéraux de la zone côtière se traduit par un renouveau de la vie économique dans la région. La guerre civile entraîne paradoxalement  le début d'un accroissement de la population, mais les décennies suivantes voient une stagnation de cette population à la suite de l'émigration. Aujourd'hui, le flux s'est inversé : le cuir, la poterie, les cimenteries et les charcuteries donnent à la ville une tonalité agricole et industrielle.
Le XXe siècle apporte à Lorca le progrès technologique avec la spécialisation des secteurs de production et des changements progressifs des structures sociales.
Le 19 octobre 1973, Lorca, comme Puerto Lumbreras, subit une terrible inondation qui cause plus de 50 morts.

### LeXXIesiècle
Le 29 janvier 2005, un tremblement de terre de magnitude 4,6 sur l'échelle de Richter, avec pour épicentre les districts de La Paca (1 068 habitants en 2005) et de Zarcilla de Ramos (1 077 habitants en 2005), a causé des dommages, notamment dans la structure des bâtiments.
En 2008, le Conseil de l'Europe a honoré Lorca du diplôme d'honneur du Prix Européen, qui est décerné annuellement.
Le 11 mai 2011, un important séisme (de magnitude 5,1) fait au moins 9 morts et laisse plusieurs milliers de sans abris. De nombreux édifices sont gravement endommagés dont bon nombre des monuments historiques de la cité. 
Ce séisme a été ensuite attribué à l'irrigation agricole, qui a causé des pompages excessifs de la nappe phréatique (qui avait baissé de 250 m de 1960 à 2011). Cette baisse aurait causé un « séisme induit » en (ré)activant le système faillé local, connu des géologues. Ce séisme n'était pas caractérisé par une magnitude exceptionnelle, mais il a provoqué d'importants dégâts en raison d'un épicentre peu profond (+/- 3 km de profondeur contre une dizaine de km habituellement).

## Économie
Alors que, pendant des siècles, le contrôle des terres et de l'eau a été aux mains de quelques grands propriétaires terriens et des divers ordres religieux, Lorca a commencé une timide reprise économique vers 1960.
Aujourd'hui, son économie repose essentiellement sur l'agriculture des fruits et légumes (artichauts, poivrons, brocolis et laitues) et l'élevage porcin. Le secteur de la distribution et des services se concentre dans d'autres villes du district de Lorca et la province voisine d'Almeria.
Ces dernières années, Lorca a connu une augmentation de la population due à l'immigration d'agriculteurs venus de l'Équateur et du Maroc. Des réminiscences des industries du tannage, du textile et la poterie, qui se sont maintenues pendant la majeure partie du XXe siècle, y subsistent également.
La ville compte une cimenterie du groupe suisse Holcim. Il existe aussi une carrière de marbre dans les montagnes près de Valdeinfierno.

## Administration

### Maires de Lorca
| Mandat    | Maire | Maire                      | Parti |
| --------- | ----- | -------------------------- | ----- |
| 1979-1983 |       | José López Fuentes         | PSOE  |
| 1983-1993 |       | José Antonio Gallego López | PSOE  |
| 1993-2006 |       | Miguel Navarro Molina      | PSOE  |
| 2006-2007 |       | Leoncio Collado            | PSOE  |
| 2007-2017 |       | Francisco Jódar Alonso     | PP    |
| 2017-2019 |       | Fulgencio Gil Jódar        | PP    |
| 2019-2023 |       | Diego José Mateos          | PSOE  |
| 2023-2027 |       | Fulgencio Gil Jódar        | PP    |

## Tourisme, culture et société

### Monuments
- Le château de Lorca, forteresse médiévale qui domine la ville.
- La place d'Espagne (es), centre de la vieille ville où s'élèvent face à face l'hôtel de ville et la collégiale Saint-Patrice.
- La place del Caño, anciennement connue comme la place des magasins de fruits et légumes.
- L'église collégiale Saint-Patrice, le plus important édifice ecclésiastique de la ville, a été listée monument historique en 1941.
- L'hôtel de ville (es), immeuble du XVIIe siècle construit à l'origine comme une prison royale par Alonso Ruiz de la Jara.
- La casa del Corregidor (XVIIIe siècle)
- Le grenier des Boulangers.
- La colonne milliaire (es) (Ier siècle av. J.-C.), située dans l'une des artères principales du secteur historique piétonnier.
- Les murailles médiévales et le porche Saint-Antoine (es) (également connu sous le nom de « porte San Ginés »), une ancienne porte médiévale fortifiée.
- Le couvent de la Vierge de las Huertas (es), monastère franciscain détruit lors d'une crue en 1653 et reconstruit dans le milieu du XVIIIe siècle, est un autre monument religieux important.
- Le couvent des Mercédaires (es), datant du XVIe siècle.
- Le palais de Guevara (es) ou Maison des Colonnes.
- La maison-palais des Salazar-Rosso (es), siège du Musée archéologique municipal.
- L'ensemble monumental Saint-Dominique (es).
- L'église Saint-François (es) a subi de profonds remaniements qui ont changé presque totalement son architecture originelle. Elle possède une façade classique et un intérieur baroque.
- L'ancien couvent de la Miséricorde (es), actuellement centre des visiteurs de Lorca. Maison médiévale avec une façade Renaissance du XVIe siècle et son cloître du XVIIIe siècle, elle abrite une exposition interactive sur l'histoire de la ville.
- L'ancien collège de la Purisima, qui abrite le Conservatoire de musique de Narciso Yepes.
- Église du Mont Carmel, du milieu du XVIIe siècle.
- L'église Saint-Christophe.
- L'église Saint-Denis (es).
- L'église Saint-Mathieu (es).
- L'église de Saint-Jacques (es)
- Le palais des comtes de Saint-Julien.
- Le mont du calvaire, colline sur laquelle une série de chapelles ont été construites au début du XVIIe siècle comme une alternative au voyage en Terre sainte pour les  pèlerins qui ne pouvaient pas s'y rendre
- Le casino artistique et littéraire (es), avec son aspect unique conçu par Manuel Martínez Lorca.
- Le théâtre Guerra (es), le plus ancien de la région de Murcie, qui a ouvert en 1861.
- La chambre d'Agriculture, bâtiment de style Art nouveau, inhabituel dans la région de Murcie, conçu par Mario Spottorno, également architecte d'importants bâtiments modernes à Carthagène.
- Le pont du Barrio (es), pont de pierre qui a subi deux graves inondations.
- Les arènes de Sutullena.

### Musées
- Le Musée Archéologique Municipal de Lorca, situé dans la vieille Casa de los Moreno, expose les découvertes préhistoriques et raconte l'histoire de Lorca et de ses environs au travers des différentes civilisations qui l'ont occupée.
- Le Parc archéologique des Cyprès (âge de bronze).
- Le palais de Guevara, également connu sous le nom de la Chambre des colonnes. Déclaré d'intérêt culturel, il est l'un des grands symboles de la ville et l'un des plus beaux exemples du baroque espagnol. Il abrite également l'office de tourisme de Lorca.
- Le palais Huerto Ruano, déclaré d'Intérêt Culturel, et utilisé comme musée et de l'art et la peinture. Il reflète les tendances artistiques de l'Europe.

### La semaine Sainte
La Semana Santa de Lorca est l'une des plus importantes manifestations de célébration de la Semaine sainte en Espagne, elle a été déclarée « Fête d'Intérêt Touristique International » en 2007. Les soldats romains sont mélangés avec des images baroques de la représentation des saints et des personnages historiques comme Cléopâtre. Ils défilent sur des chars qui recréent des scènes de l'antiquité. Actuellement[Quand ?] la manifestation est en cours de traitement de classement pour une reconnaissance au patrimoine mondial.

## Personnalités nées dans la ville
- Narciso Yepes (1927-1997), guitariste.
- Antoñita Peñuela (1947-1975), chanteuse.
- Juan Zurano (né en 1948), cycliste.
- Pepín Jiménez (né en 1961), torero.
- José Luis Munuera (né en 1972), dessinateur.

## Personnalités liées à la ville
- Rafael Rodríguez Rapún (1912-1937), joueur de l'Atlético Madrid, a fait ses classes d'artillerie dans la ville de Lorca, avant de partir sur le front de la guerre d'Espagne où il est mort[3]. Il est notamment connu comme étant le compagnon du poète Federico García Lorca.

## Jumelages
Lorca est jumelée avec :
- Molins de Rei (Catalogne)
- Vera (Andalousie)
- Saint-Fons (France)
- Laâyoune (Maroc)
- Mauguio (France) depuis le 26 février 1999
- Adissan (France) depuis le 14 juillet 2016